# Anna Lund Lorenzen
Anna Lund Lorenzen født Østergaard (19. juni 1913, Holsted Sogn – 2. juni 2007, Flensborg, Tyskland)  var kollaboratør og medlem af Lorenzen-gruppen, der under besættelsen blev ledet af Jørgen Lorenzen.
Anna Østergaard var restaurationsuddannet, som 18-årig blev hun gift med tapetserer Henry Christian Lund (9. januar 1911 – 15. december 1977) fra Vejle. Ægteskabet af 9. maj 1931 blev opløst i 1935. I 1943 mødte hun Jørgen Lorenzen, de forlovede sig, men kunne ikke blive gift, før hans ægteskab var opløst. Jørgen Lorenzen var medlem af Danmarks Nationalsocialistiske Arbejderparti og tog i 1944 tjeneste hos det tyske efterretningspoliti, hvor hans gruppe fra december 1944 til maj 1945 stod for 6-800 anholdelser og foreløbige afhøringer af medlemmer af modstandsbevægelsen.
Ved befrielsen skjulte parret og flere af gruppens medlemmer sig i et sommerhus i Asserbo. Her kom det til ildkamp med medlemmer af modstandsbevægelsen, der bl.a. brugte den selvbyggede V3-panservogn, og Anna Lund Lorenzen mistede højre arm.
Hun blev for sit engagement i Lorenzen-gruppen dødsdømt ved Københavns Byret 29. januar 1947. Dommen blev stadfæstet ved Østre Landsret 26. juli samme år og ved Højesteret 31. marts 1948. 10. maj blev straffen af justitsminister N. Busch-Jensen ved benådning nedsat til livsvarigt fængsel. Hun blev løsladt 26. oktober 1956.
Overlæge i psykiatri Max Schmidt afsluttede sin mentalredegørelse om hende i 1947: "Moralsk er hun ikke dårligt udviklet, men må betegnes som i lettere grad konstitutionel psykopat af den selvhævdende, partialt følelseskolde type." 
Anna Lund Lorenzen og Grethe Bartram var de eneste kvinder, der blev dødsdømt i forbindelse med retsopgøret efter besættelsen, men ingen af dødsstraffene blev eksekveret. For Anna Lund Lorenzens vedkommende var det mod hendes vilje. Både appellen til Højesteret og benådningen skete mod hendes ønske. Det skyldtes formodentlig, at hun ville følge Jørgen Lorentzen i døden. De blev gift, kort før han blev henrettet i maj 1949.
Efter sin løsladelse flyttede Anna Lund Lorenzen til Tyskland, hvor hun blev tysk statsborger og modtog krigsinvalidepension. I sit nye liv var hun stærkt involveret i hjælpearbejde for krigsskadede børn.
I efteråret 2006 anførte forfatteren Erik Haaest, at overlæge Sven Arvid Birkeland, ved sin henvendelse til den 93-årige Anna Lund Lorenzen i forbindelse med et projekt om torturofre og deres bødler ved Rehabiliterings- og Forskningscentret for Torturofre havde overtrådt de betingelser, han havde skrevet under på for at få indsigt i arkivmateriale. Det blev afvist af både Birkeland og Statens Arkiver.   Det fremgår af Erik Haaests oplysninger, at Anna Lund Lorenzen var meget svagelig og boede på plejehjem, og at Birkeland havde besøgt hendes barnebarn og sat det i forbindelse med Grethe Bartram og Bartrams søn.